# 1962 في بيرو
فيما يلي قوائم الأحداث التي وقعت خلال عام 1962 في بيرو.

## سياسة

### تعيين في المنصب
- 18 يوليو – ريكاردو غودوي رئيس بيرو.
- 18 يوليو – نيكولاس يندلي لوبيز رئيس مجلس الوزراء البيروفي [الإنجليزية]‏.

### انتهاء فترة المنصب
- 18 يوليو – مانويل برادو رئيس بيرو.

## رياضة
- 1 يناير – بطولة أمريكا الجنوبية لألعاب القوى للناشئين 1962
- 1 يناير – دوري الدرجة الثانية البيروفي 1962 الفائز Mariscal Sucre [الإنجليزية]‏.

## مواليد

### يناير
- 29 يناير – كارول غراهام عالمة سياسة من الولايات المتحدة الأمريكية.

### فبراير
- 20 فبراير – لويس ويلسون سياسي بيروفي.

### يونيو
- 27 يونيو – أويانتا هومالا[1]

### أغسطس
- 30 أغسطس – ميركو كاستيلو لاعب كرة قدم بيروفي.

### نوفمبر
- 27 نوفمبر – إيديث لاغوس سياسية بيروفية.

### ديسمبر
- 20 ديسمبر – يوجينيو لا روزا لاعب كرة قدم بيروفي.
- 31 ديسمبر – فيدل سواريز لاعب كرة قدم بيروفي.